# Grave
Grave (anhörenⓘ) ist ein Ortsteil der Gemeinde Land van Cuijk in der niederländischen Provinz Noord-Brabant mit 12.482 Einwohnern (Stand 1. Januar 2021). Bis zum 1. Januar 2022 war er eine eigenständige Gemeinde. Ihre Gesamtfläche betrug 28 km², zu ihr gehörten die Kleinstadt Grave und die drei kleinen Bauerndörfer Escharen, Velp und Gassel.

## Geografie
Die kleine Hafenstadt Grave liegt im äußersten Nordosten der Provinz an der Maas, südwestlich von Nijmegen. Die John-S.-Thompson-Brücke führt über die Maas nach Wijchen und weiter nach Nijmegen.

## Geschichte

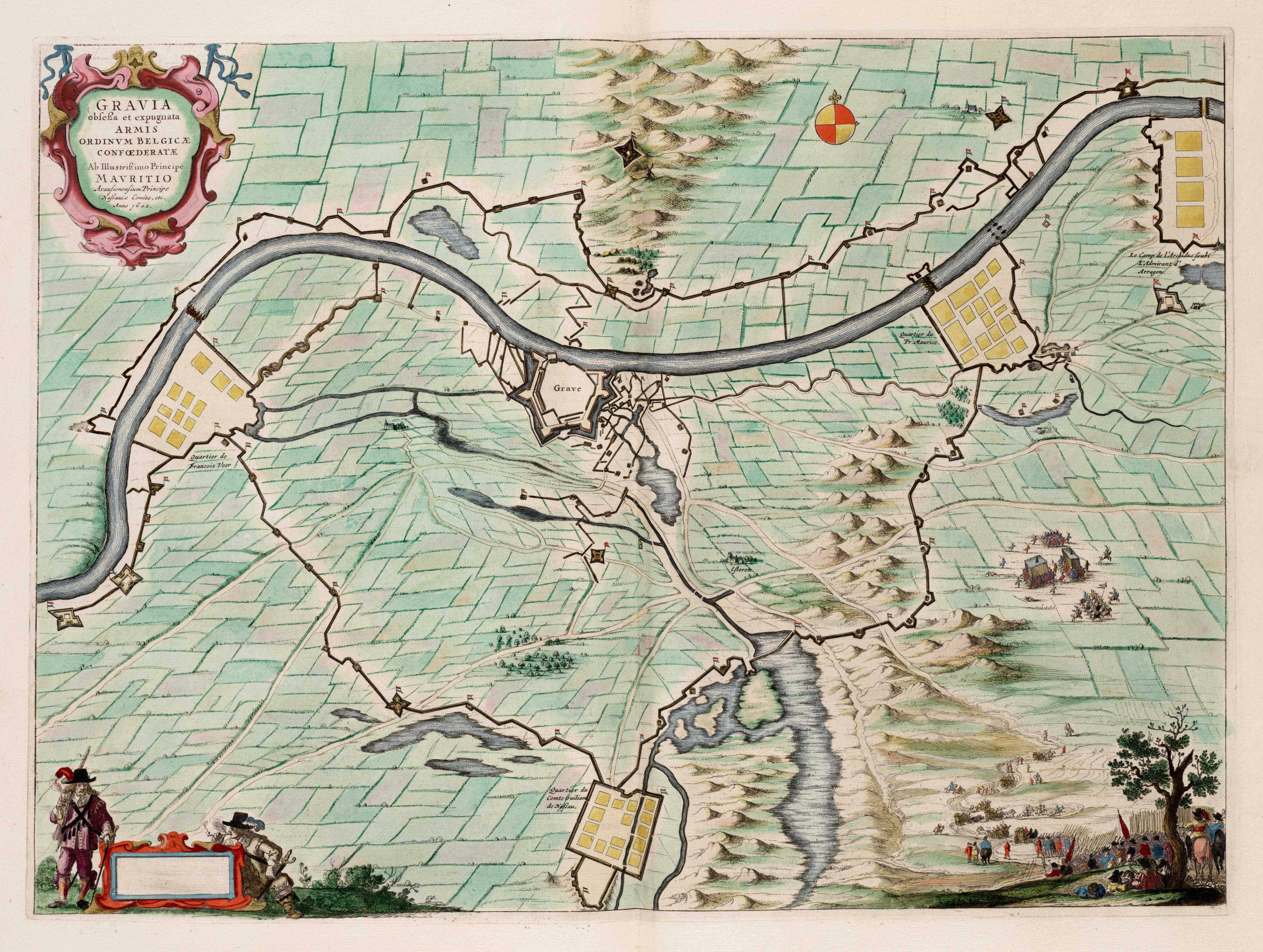
Karte von Grave während der Belagerung 1602

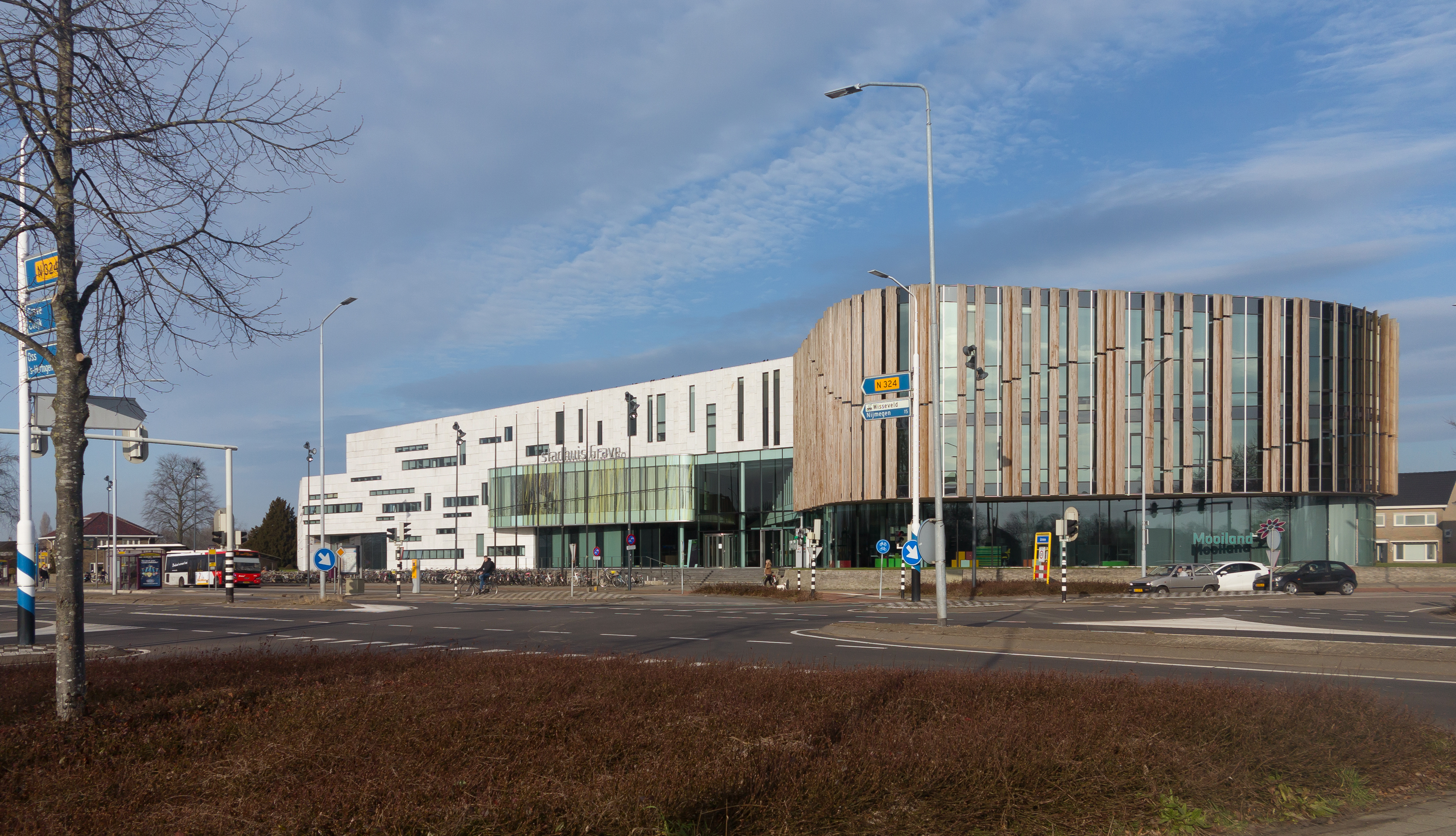
Grave, das ehemalige Rathaus

Die alte Festungsstadt Grave, die schon um 1250 Stadtrechte besaß, war im 14. Jahrhundert Sitz der Herren von Cuijk oder Kuyk. Johann von Cuijk ließ die Stadt 1285 ummauern. Das strategisch bedeutende Grave war zwischen 1300 und 1550 oft ein Zankapfel zwischen dem Herzogtum Geldern und dem Herzogtum Brabant. Am Anfang des Achtzigjährigen Kriegs wurde die Stadt durch den Herzog von Alba für Spanien in Besitz genommen. 1568 eroberten sie die Truppen des Prinzen von Oranien unter Sander Turck, aber Alba nahm sie noch in demselben Jahr wieder. 1577 verjagten die Bürger die spanische Besatzung, aber 1586 erstürmte der Prinz von Parma die Festung erneut. 1602 fiel Grave schließlich in die Hände von Moritz von Nassau und wurde so Teil der Republik der Niederlande. Der Festungsbauer Menno van Coehoorn entwarf eine neue Befestigung, die trotz erfolgreicher Belagerungen durch französische Truppen 1672 und 1794 bis 1874 bestand.
Während des Holländischen Krieges (1672–1678) kam Grave im Juli 1672 nach mehrmonatiger Belagerung auf zwei Jahre in die Hände der Franzosen. Die Stadt war im Jahre 1674 von einer 4.000 bis 5.000 Mann starken französischen Garnison besetzt. Ab Juli 1674 wurde die Stadt von einer 16.000 Mann starken Streitmacht von Niederländern und Brandenburgern unter der Führung von General Carl von Rabenhaupt belagert. Die Franzosen verfügten über genügend Geschütze sowie einen großen Schießpulvervorrat und verteidigten sich unter der Leitung des Marschalls von Chamilly vehement. Die Belagerung machte kaum Fortschritte, aber im Oktober gingen die Vorräte der Belagerten zur Neige. Nachdem der Fürst Wilhelm III. von Oranien mit frischen Truppen am 9. Oktober zu den Belagerern gestoßen war, einigte man sich am 27. Oktober 1674 auf den freien Abzug der Franzosen. Beide Seiten hatten hohe Verluste zu beklagen; die Belagerten über 2.000, die Belagerer 7.000 bis 8.000 Mann.
Im Lauf des französischen Revolutionskriegs wurde Grave Ende 1794 vom französischen General Jean-Charles Pichegru nach zehnwöchiger Belagerung durch Kapitulation erobert. Am 16. Mai 1814 ergab sich die dortige französische Besatzung den Alliierten.
Grave hatte, vor allem im 18. und 19. Jahrhundert, oft durch Überschwemmungen der Maas zu leiden. Es liegt nicht weit vom Gebiet Beerse Overlaat, das bis etwa 1920 oft absichtlich dem Wasser preisgegeben wurde.
Während des Zweiten Weltkriegs war die Maas-Brücke im Rahmen der Operation Market Garden auf Seiten der Amerikaner von Einheiten der 82. Airborne-Division heftig umkämpft. Weil „Grave“ auf Englisch „Grab“ bedeutet, wurde es für die Operation kurzerhand in „Graawi“ umgetauft.

## Politik
Die Lokale Partij Grave gewann die letzte Kommunalwahl am 21. März 2018 mit deutlichem Abstand auf die zweitstärkste Wählergruppe, die CDA. Jene bilden in der Legislaturperiode 2018–2022 eine Koalition mit der CDA.

### Gemeinderat
Der Gemeinderat wird seit 1982 folgendermaßen gebildet:
| Partei                        | Sitze | Sitze | Sitze | Sitze  | Sitze | Sitze | Sitze | Sitze | Sitze | Sitze |
| Partei                        | 1982  | 1986  | 1990  | 1993 a | 1998  | 2002  | 2006  | 2010  | 2014  | 2018  |
| ----------------------------- | ----- | ----- | ----- | ------ | ----- | ----- | ----- | ----- | ----- | ----- |
| Lokale Partij Grave           | –     | –     | –     | 3      | 4     | 3     | 3     | 3     | 4     | 6     |
| CDA                           | 4     | 3     | 4     | 2      | 2     | 3     | 3     | 3     | 2     | 3     |
| Keerpunt 2010                 | –     | –     | –     | –      | –     | –     | –     | 2     | 3     | 2     |
| Verenigd Progressief Grave b  | –     | –     | –     | –      | –     | –     | –     | 3     | 3     | 2     |
| VVD                           | 3     | 2     | 2     | 1      | 2     | 2     | 3     | 3     | 2     | 1     |
| D66                           | –     | –     | –     | 2      | 1     | 1     | 0     | –     | –     | 1     |
| Trots Liberaal Land van Cuijk | –     | –     | –     | –      | –     | –     | –     | –     | 1     | –     |
| Trots op Nederland            | –     | –     | –     | –      | –     | –     | –     | 1     | –     | –     |
| 3Dorpenpartij c d             | –     | –     | –     | –      | –     | 3     | 2     | –     | –     | –     |
| SP                            | –     | –     | –     | –      | –     | –     | 2     | –     | –     | –     |
| PvdA                          | 2     | 3     | 2     | 1      | 2     | 1     | 2     | –     | –     | –     |
| GroenLinks                    | –     | –     | 1     | 1      | 1     | 2     | 0     | –     | –     | –     |
| Combinatie Velp-Escharen e    | 2     | 3     | 3     | 3      | 2     | –     | –     | –     | –     | –     |
| Dorpslijst Gassel             | –     | –     | –     | 2      | 1     | –     | –     | –     | –     | –     |
| Lijst Verhaaren               | –     | 2     | 3     | –      | –     | –     | –     | –     | –     | –     |
| Lijst Vollenberg              | 2     | 1     | –     | –      | –     | –     | –     | –     | –     | –     |
| PPR                           | 1     | 1     | –     | –      | –     | –     | –     | –     | –     | –     |
| Lijst ter Braak               | 1     | –     | –     | –      | –     | –     | –     | –     | –     | –     |
| Gesamt                        | 15    | 15    | 15    | 15     | 15    | 15    | 15    | 15    | 15    | 15    |

Anmerkungen

## Wirtschaft
In Grave gibt es Fabriken für Backstein, Dachziegel und andere Baumaterialien. Weiter ist die Landwirtschaft von Bedeutung.

## Sehenswürdigkeiten
Durch die vielen Kriegsschäden ist vom historischen Stadtkern verhältnismäßig wenig übrig geblieben. Der Tourismus beschränkt sich auf Wassersport auf der Maas.
- Protestantse Kerk (Grave), spätgotische Kirche eines früheren Beginenhofes
- Katholische Kirche St. Elisabeth (Grave)

## Graver Persönlichkeiten
- Maria von Geldern (1432 in Grave; † 1. Dezember 1463 in Roxburgh), ⚭ 1449 mit Jakob II., Königin von Schottland
- Margarete von Egmond (1436 in Grave; † 1486), ⚭ 1454 mit dem Pfalzgrafen Friedrich I. von Pfalz-Simmern
- Adolf von Egmond (1438 in Grave; † 27. Juni 1477 in Tournai), Herzog von Geldern
- Katharina von Geldern (1439 in Grave; † 25. Januar 1497 in Geldern), Regentin von Geldern
- Philippa von Geldern (1464–1547), ⚭ mit René II. von Lothringen, Herzogin von Lothringen und Bar
- Heinrich Roll (* um 1500 in Grave; † Herbst 1534 in Maastricht), Täuferprediger in Münster
- Johann Weyer (* 1515/16 in Grave; † 1588 in Tecklenburg), Arzt
- Johann Heinrich Bisterfeld (* 1605 in Siegen; † 1655 in Alba Iulia), Pfarrer in Grave
- Jakob Hendrik Croeser (* 1691 in Grave; † 1753 in Groningen), Mediziner
- Charlotte von Hessen-Philippsthal-Barchfeld (* 1725 in Grave; † 1798 in Bückeburg), Gräfin von Ysenburg-Büdingen-Wächtersbach
- Jean-Baptiste Berthier (* 1840 in Châtonnay; † 1908 in Grave), französischer Priester und Ordensgründer
- Johan Stein (* 1871 in Grave; † 1951 in Rom), Astronom und Jesuit
- Herman Tillemans (* 1902 in Grave; † 1975), römisch-katholischer Ordensgeistlicher, Erzbischof von Merauke

## Galerie

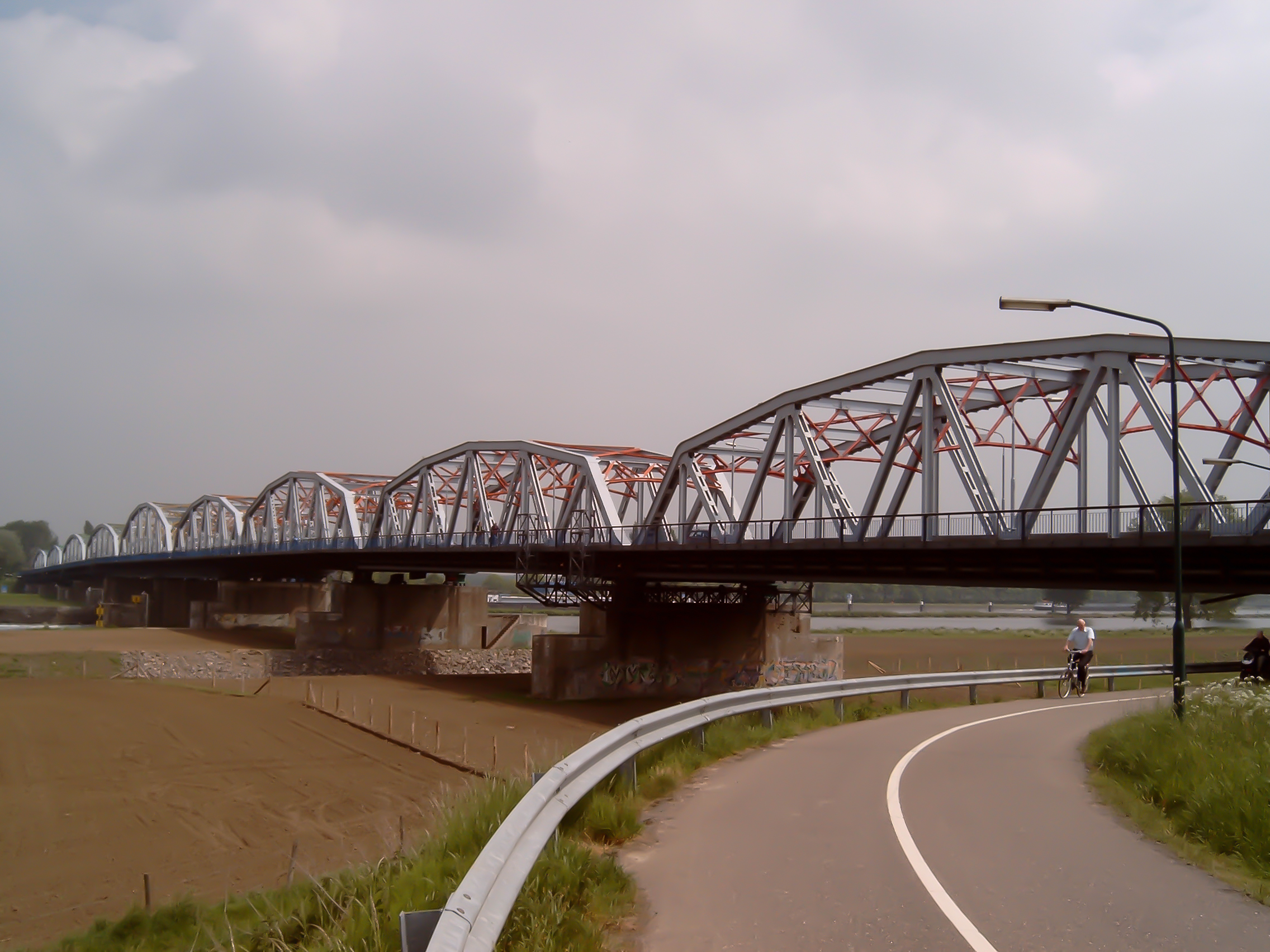
Brücke über die Maas
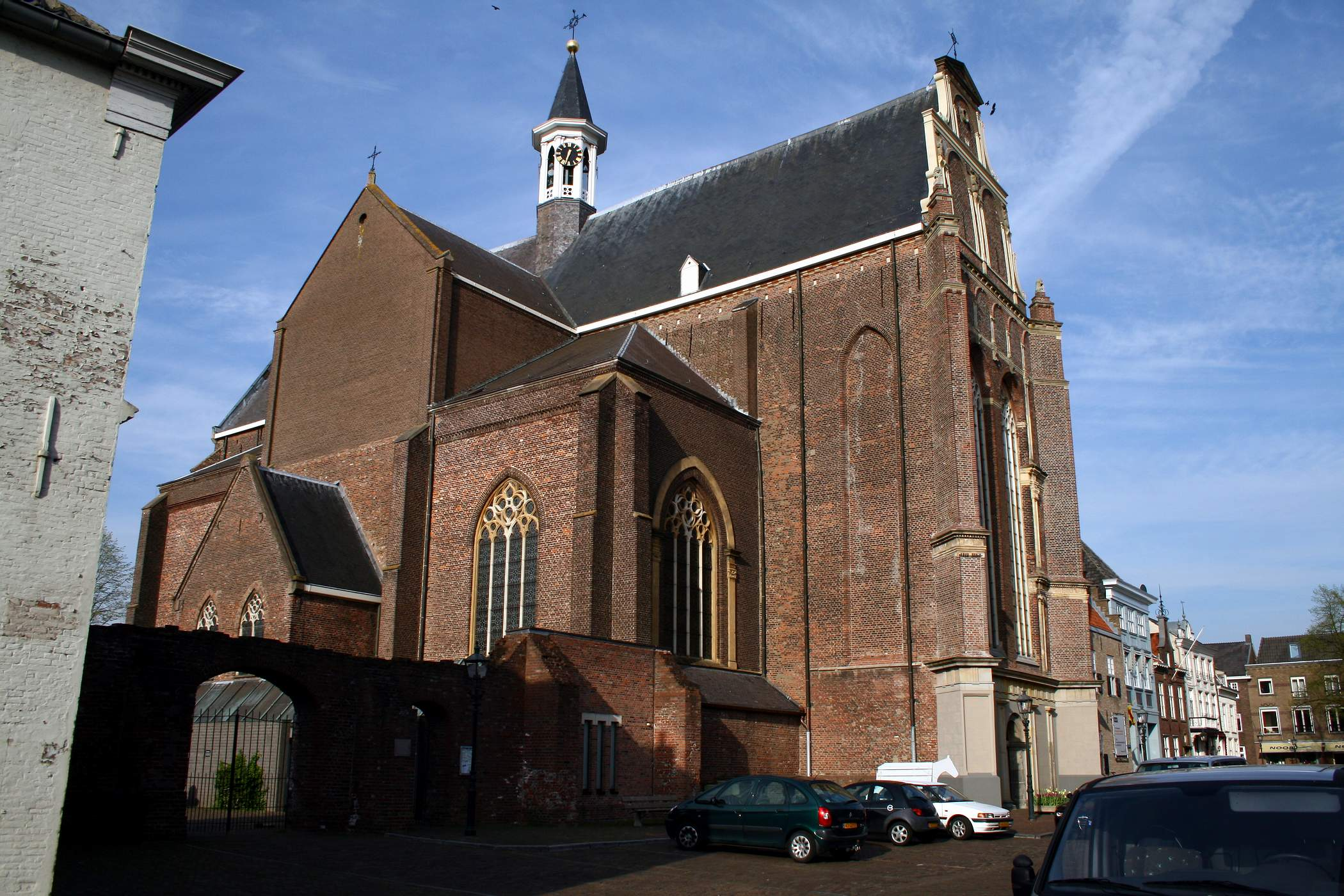
Kirche in Grave
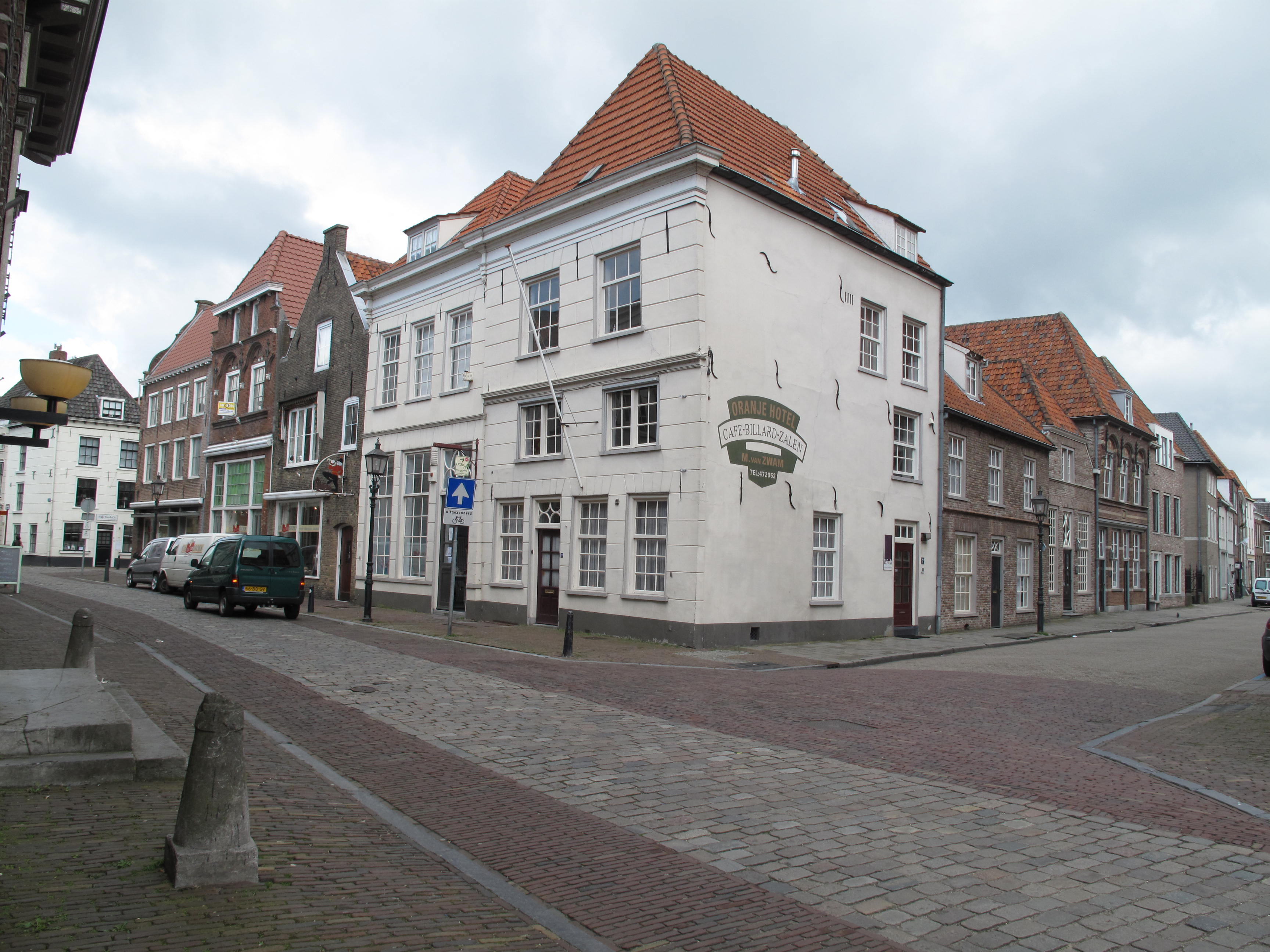
Straße in Grave
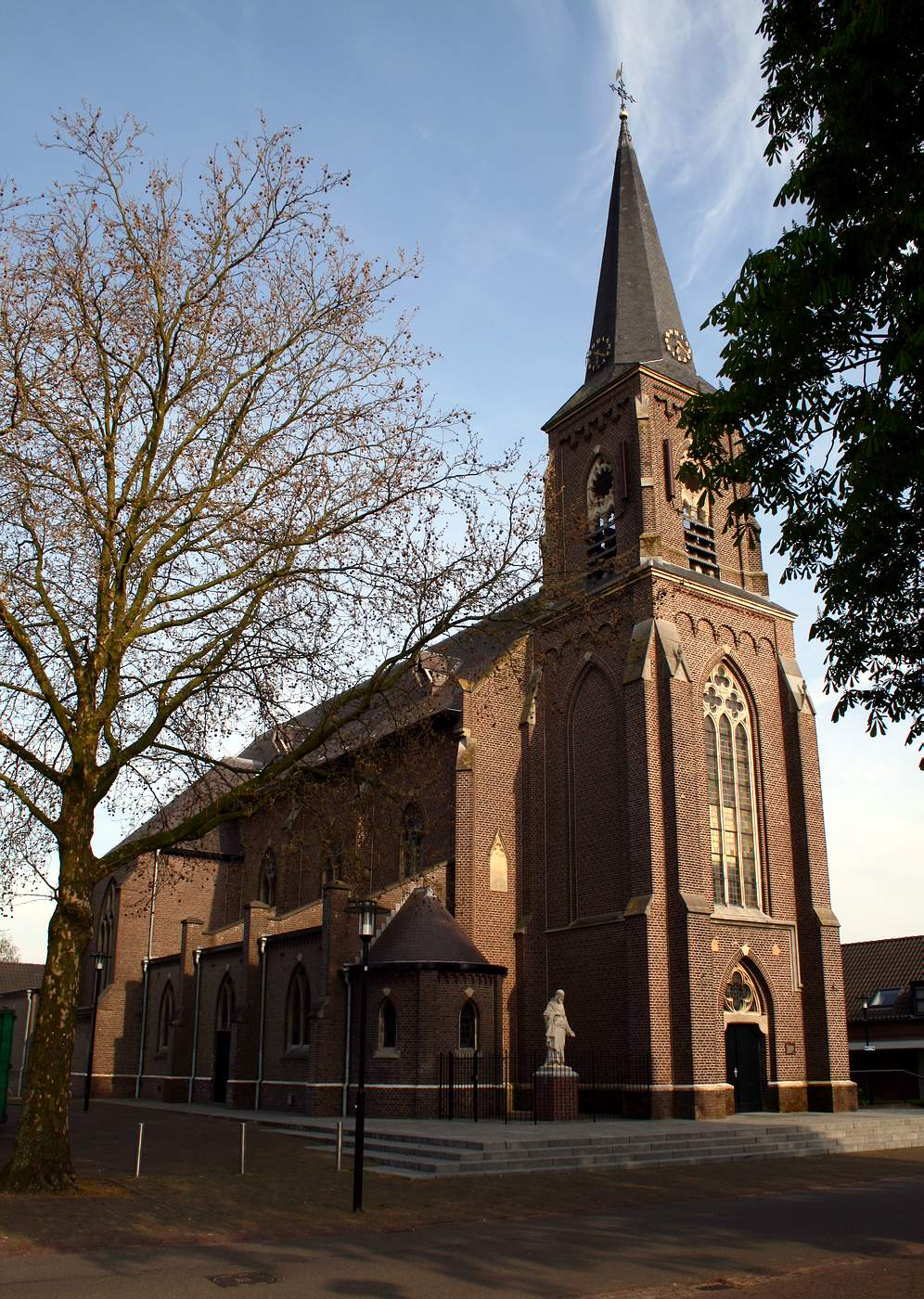
Kirche in Escharen
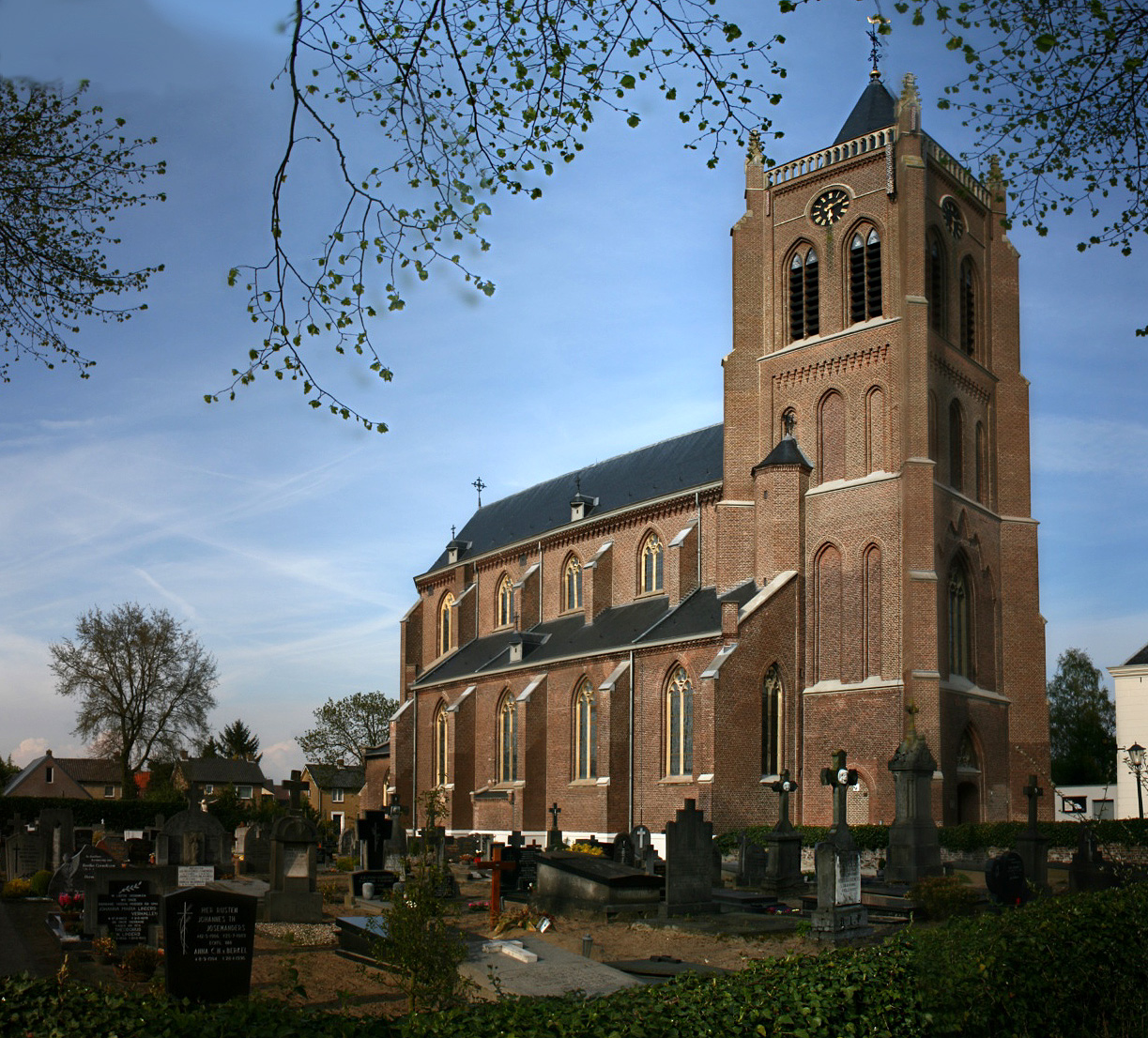
Kirche in Gassel
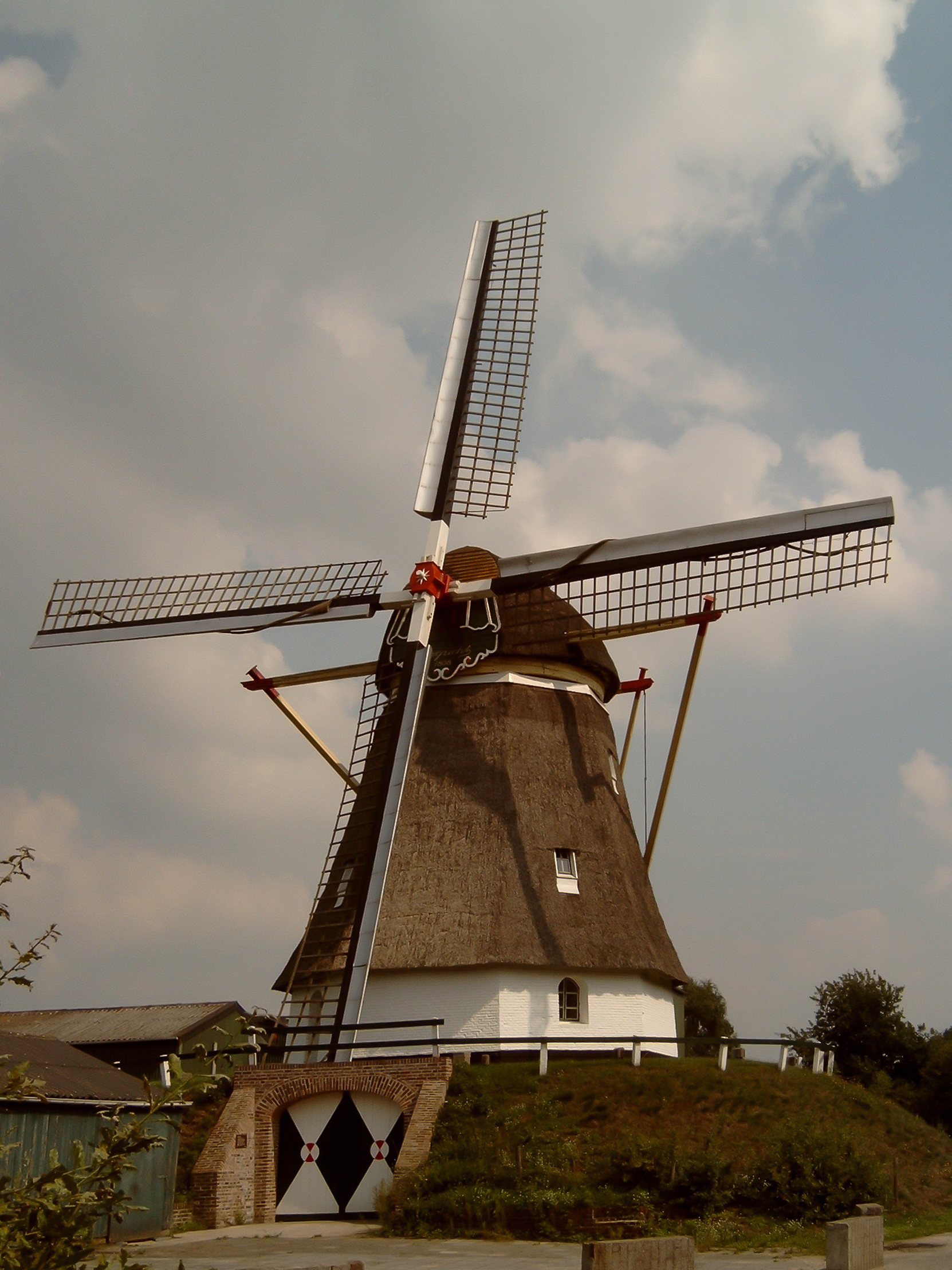
Mühle in Gassel
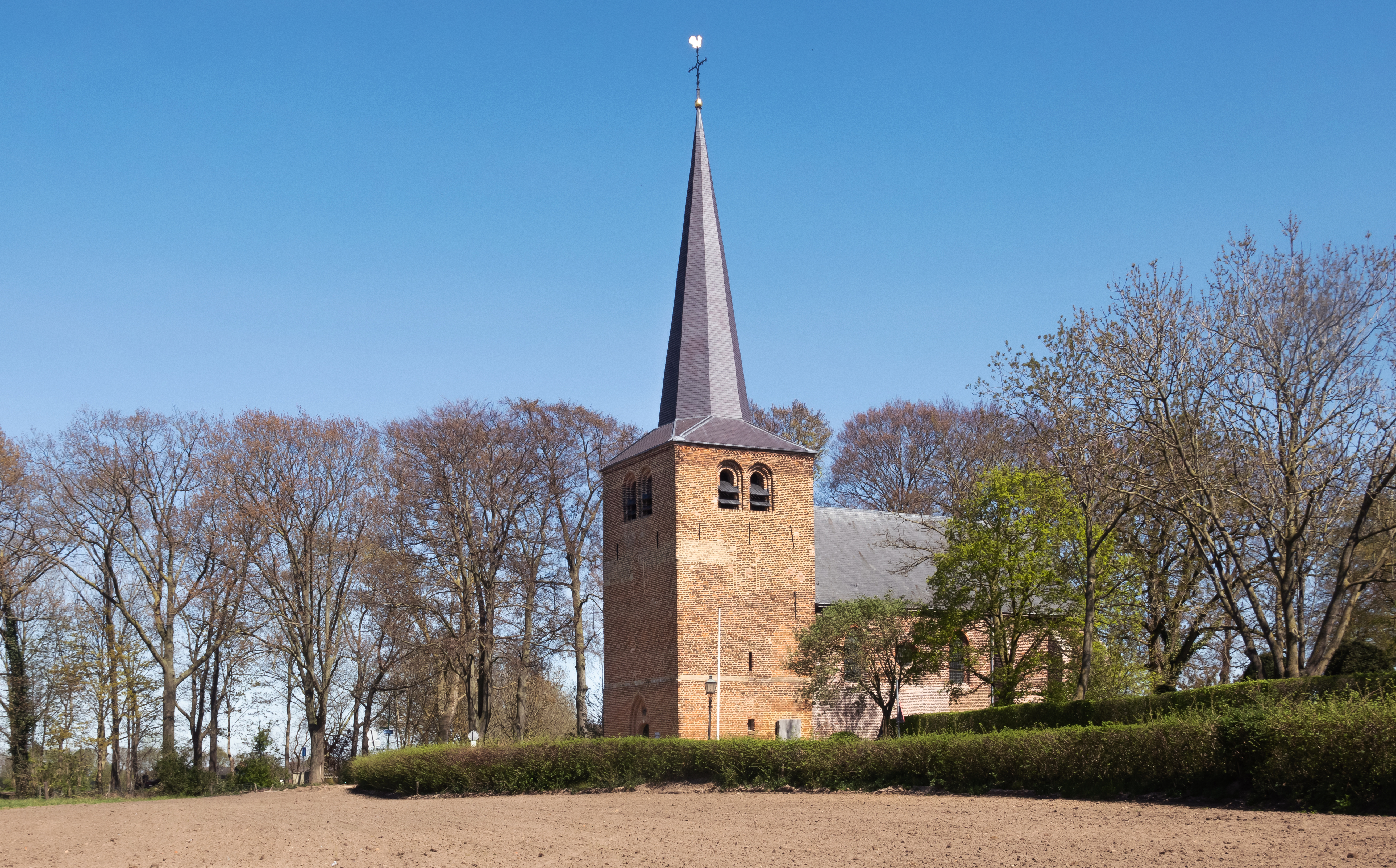
Die Sint-Vincentiuskerk in Velp
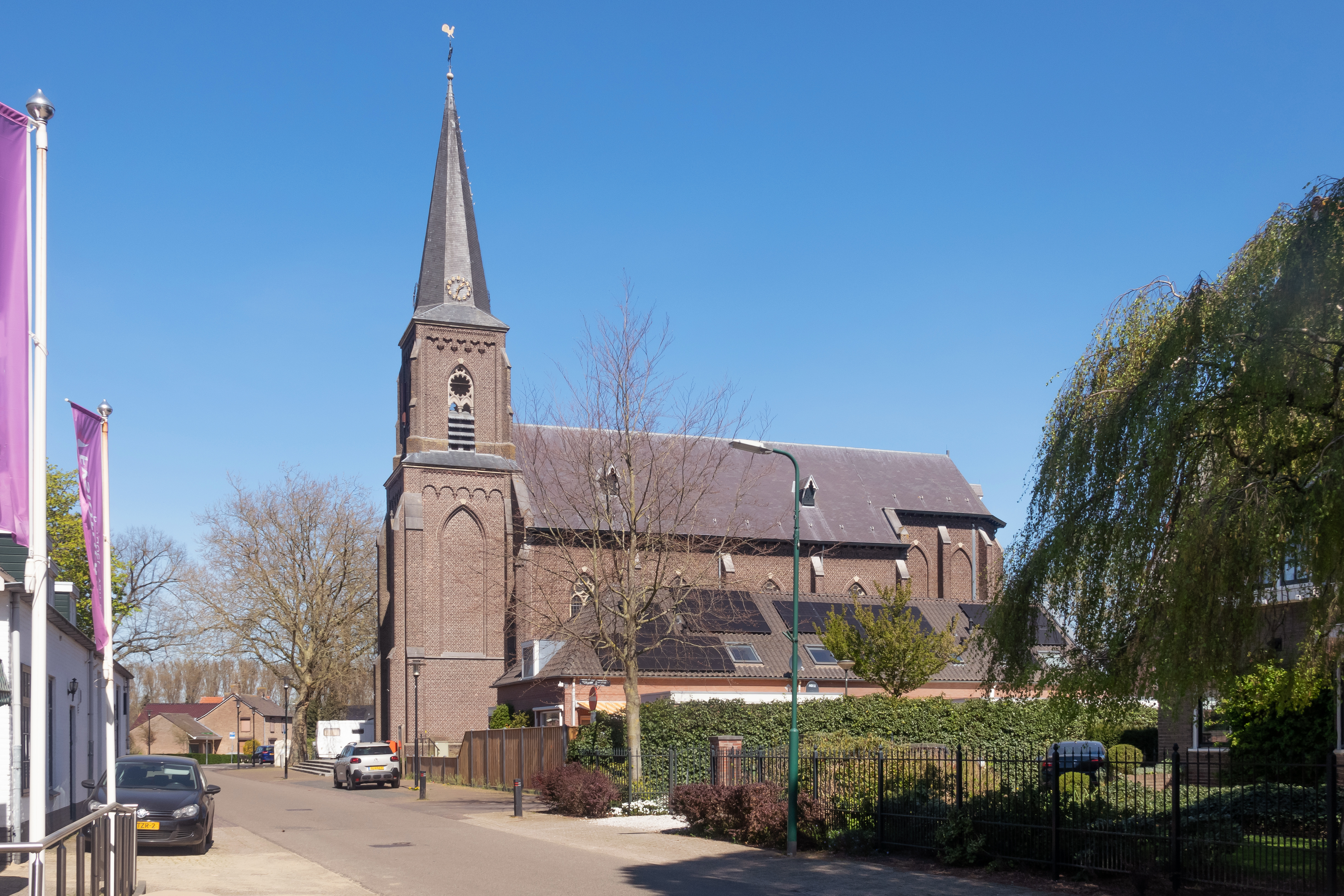
Die Sint-Lambertuskerk in Escahren